# Hold Me Down
Hold Me Down è il secondo album in studio del gruppo musicale britannico You Me at Six, pubblicato nel 2010.

## Tracce
1. The Consequence (feat. Sean Smith) – 4:26
2. Underdog – 2:22
3. Playing the Blame Game – 3:05
4. Stay with Me – 3:14
5. Safer to Hate Her – 3:17
6. Take Your Breath Away – 3:02
7. Liquid Confidence – 3:11
8. Hard to Swallow – 3:24
9. Contagious Chemistry – 3:29
10. There's No Such Thing as Accidental Infidelity (feat. Aled Phillips) – 3:46
11. Trophy Eyes – 2:50
12. Fireworks – 4:19

## Formazione
- Josh Franceschi – voce
- Chris Miller – chitarra
- Max Helyer – chitarra, cori
- Matt Barnes – basso
- Dan Flint – batteria, percussioni

## Classifiche
| Classifica (2010) | Posizione massima |
| ----------------- | ----------------- |
| Regno Unito       | 5                 |